# مریان (کنتاکی)
مریان (به انگلیسی: Marion) شهری در ایالت کنتاکی کشور ایالات متحده آمریکا است که جمعیت آن در سرشماری سال ۲۰۱۰ میلادی، ۳٬۰۳۹ نفر بوده‌است.